# 三木勅男
三木 勅男（みき ときお、1942年4月25日 -　）は、日本の政治家・医師。旭川医科大学卒。元・福井県武生市長。
福井県出身。東京大学法学部を1968年に卒業後、旭川医科大学医学部医学科に入学。卒業後、金沢大学附属病院神経精神科医師、福井医科大学附属病院神経科精神科助手、福井大学保健管理センター助教授、福井厚生病院ストレスケアセンター所長として勤務。1997年武生市長選に出馬し、初当選。2005年5月27日まで2期務めた。2002年には市民のための行政監視官「男女平等オンブット」設立に尽力。2004年12月13日、今立町との合併協定書に調印した。
現在は、医療法人福仁会病院の医師。